# Chapelle de Vendôme
Pour un article plus général, voir Vitraux de Chartres.
La chapelle de Vendôme est une chapelle édifiée dans le collatéral sud de la cathédrale Notre-Dame de Chartres.
Cette chapelle de style gothique flamboyant du XVe siècle présente un contraste évident avec le gothique primitif du reste de la nef, construite et décorée au XIIIe siècle.

## Historique

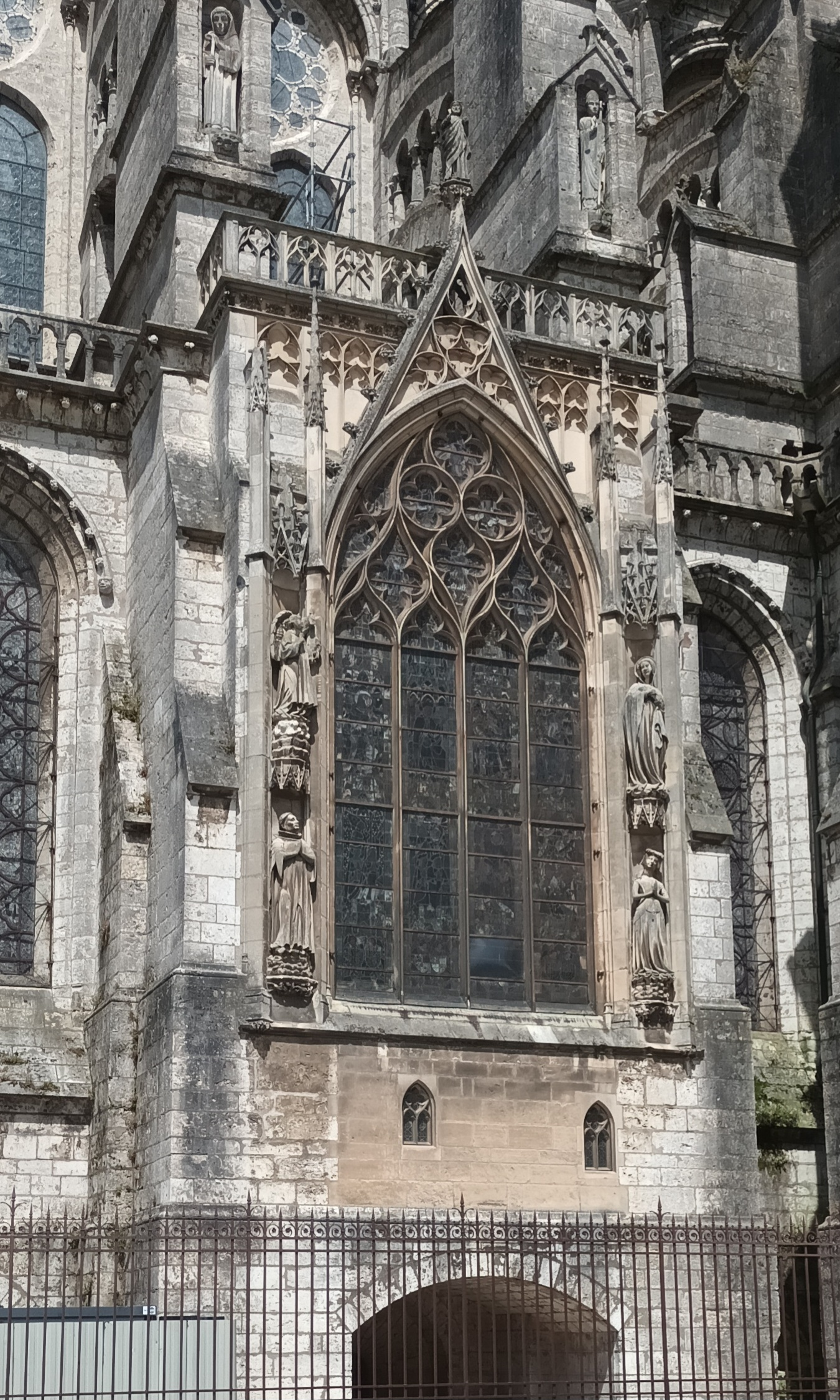
Chapelle Vendôme vu de l'extérieur.

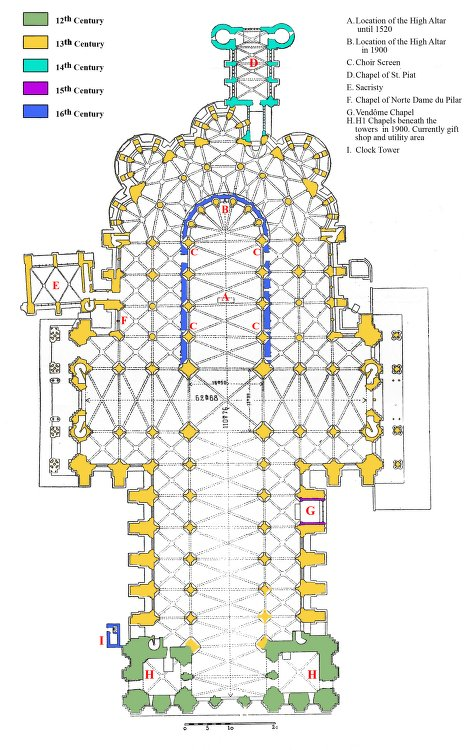
La chapelle de Vendôme est dans le collatéral sud en G, prise dans l'espace des contreforts.

La chapelle fut construite par Louis de Bourbon, comte de Vendôme à la suite du vœu qu'il fit le 31 mai 1413, alors qu'il était à Chartres en pèlerinage d'action de grâce pour avoir été libéré de la captivité où le tenait son frère Jacques de Bourbon, comte de la Marche, partisan des Bourguignons.
Par acte capitulaire du 2 décembre 1414, les chanoines permirent au comte de Vendôme de bâtir sur la cathédrale une chapelle hors d'œuvre. La chapelle a en effet été prise en abattant le mur du collatéral sud de la cathédrale, encadrant la construction entre les deux contreforts de la cinquième travée.
Après la bataille d'Azincourt, où Louis de Bourbon fut à nouveau fait prisonnier, les travaux sont réalisés en 1417 par Geoffroy Sevestre,, pendant sa longue captivité. Délivré en 1422, il s'engagea ensuite auprès de Jeanne d'Arc.
Ces vitraux étaient déjà endommagés avant le XVIIIe siècle, ils furent partiellement restaurés en 1592. Ils ont ensuite disparu en grande partie au moment de la Révolution, en particulier les membres de la famille de Louis de Vendôme. Les personnages ont été refaits en 1920 par le peintre-verrier Albert-Louis Bonnot en s'inspirant des dessins de la collection Gaignières.

## Composition de la verrière
La verrière est numérotée 040.
C'est une verrière composée de quatre lancettes trilobées et d'un tympan à quatorze ajours.
La verrière se décompose en quatre niveaux :
1. Un niveau inférieur porte les armes des membres de la famille représentés au-dessus.
2. Un niveau intermédiaire représente les membres de la famille de Louis de Vendôme avec leurs saints patrons.
3. Un niveau supérieur représente le Christ couronnant sa Mère, entouré de saint Jean-Baptiste et saint Jean l'Évangéliste.
4. Le tympan représente le jugement dernier.

### Armes des Bourbon-La Marche
La lecture des armes suppose qu'elles sont dessinées sur un bouclier, pour lequel la « dextre » du porteur (sa droite, la partie noble) est située à la gauche de l'observateur. De ce fait, il faut comprendre que ce sont les armes du mari qui sont mises à l'honneur (à dextre, gauche pour l'observateur, en première position pour le sens de lecture), alors que les armes de son épouse sont placées en position secondaire.
Les quatre panneaux présentent systématiquement deux armes, celle du mari (à gauche) et celle de l'épouse (à droite).
Ceci est indépendant du positionnement des titulaires, qui suivant qu'ils sont représentés à droite ou à gauche, montrent toujours le mari devant son épouse, donc à gauche pour les deux panneaux de droite, ce qui les place de fait au-dessus de leurs armes, mais inversement à droite pour les panneaux de gauche, où l'ordre des personnages et des armes est donc inversé.
En dehors de Jean de Bourbon, qui porte les armes de Bourbon-La Marche, toutes les armes représentées ici représentent des alliances, exprimées par des combinaisons d'armes simples. Les épouses (écu de droite dans le panneau) portent toutes un parti (division verticale), avec les armes de leur mari à gauche (dextre, donc la place d'honneur) et leurs armes propres à droite (senestre).
Les maris portent des armes plus variables, souvent constitué par un « écartelé » de deux armes, les armes à l'honneur étant celles qui sont lues en premier, situées en haut à dextre et en bas à droite, les armes secondaire étant dans l'autre diagonale.
Les armes élémentaires figurant dans ces panneaux sont :
|  | Comtes de la Marche                        | D'azur fleurdelisé d'or, à la bande de gueules chargée de trois léopards d'argent. (NB : Le vitrail traite le fond d'azur comme une frette, mais il faut bien y lire un "d'azur").                                                                                            |
|  | Rois de Naples de la Maison d'Anjou-Sicile | Tiercé en pal en 1 fascé de gueules et d'argent de huit pièces (roi de Hongrie), en 2 d'argent à la croix potencé d'or cantonnée de quatre croisettes du même (roi titulaire de Jérusalem) et en 3 d'azur semé de fleurs de lys d'or et au lambel de gueules (roi de Naples). |
|  | Comtes de Vendôme                          | D'argent au chef de gueules, au lion d'azur, armé, lampassé et couronné d'or, brochant sur le tout. |
|  | Royaume de Jérusalem                       | D'argent, à la croix potencée d'or, cantonnée de quatre croisettes du même. |
|  | Royaume de Chypre                          | Burelé d'argent et d'azur de huit pièces, au lion de gueules, armé, lampassé et couronné d'or, brochant sur le tout. |
|  | Comte de Roucy                             | D'or au lion d'azur. |

À partir de ces identifications, on peut lire les différentes armoiries présentes sur les panneaux.
|  | Premier panneau à gauche : Jacques de Bourbon et Jeanne de Naples.           | L'époux a pris comme armes un écartelé de Bourbon-la Marche et de Naples (de la Maison d'Anjou-Durazzo). Cela l'identifie comme Jacques II de Bourbon, fils du précédent, de la maison de Bourbon-la Marche, et époux de la reine Jeanne II de Naples.Jeanne II de Naples ayant été reine de Naples de 1414 à 1435, les époux sont ici représentés couronnés, Jeanne en tant que reine, et Jacques en tant que roi consort.N'étant que roi consort, ses armes propres passent après celles de sa femme dans l'écartelé, en position 2 et 3. | Les armoiries tiercées en pal de Jeanne de Naples apparaissent une première fois avec André Ier de Naples, le fils de Charles Robert de Hongrie, roi de Hongrie (fascé de gueules et d'argent de huit pièces), lui-même petit-fils de Charles II d'Anjou, roi de Naples (d'azur semé de fleurs de lys d'or au lambel de gueules), qui hérite de sa femme Jeanne Ire de Naples le titre de Naples et de Roi de Jérusalem (d'argent, à la croix potencée d'or, cantonnée de quatre croisettes du même) — mais mort jeune et sans enfants.Ces armoiries sont ensuite reprises par la maison descendant de Charles III de Naples, dont Jeanne de Naples est la fille. |
|  | Second panneau de gauche à droite : Jean de Bourbon et Catherine de Vendôme. | Les armes du titulaire, Bourbon-La Marche plain, l'identifient comme chef de la Maison de Bourbon-La Marche, durant son vivant. Il y en eut plusieurs, mais son épouse de la maison de Vendôme l'identifie comme Jean Ier de Bourbon-La Marche. | Son épouse porte parti les armes de son mari, et celles des Comtes de Vendôme. C'est donc Catherine de Vendôme, épouse de Jean Ier de Bourbon-La Marche. |
|  | Troisième de gauche à droite : Jean de Lusignan et Charlotte de Bourbon.     | Le royaume de Chypre revendiquait l'héritage du royaume de Jérusalem, entraînant des armes écartelées de Jérusalem et de Chypre. Ces deux armes sont suffisantes pour identifier un roi de Chypre de la Maison de Poitiers-Lusignan. Ces armes ne sont pas combinées à celles de son épouse, parce que ce sont celles d'un chef de maison. | L'épouse d'une maison de Chypre-Poitier-Lusignan, qui affiche dans son "parti" les deux principales armoiries de son époux, est par ailleurs une fille de la maison de Bourbon-La Marche, ce qu'affirme la seconde partie de ses armes.Il s'agit donc de Charlotte de Bourbon, épouse de Jean de Lusignan, roi de Chypre - ce qui identifie également son mari. |
|  | Quatrième panneau à gauche : Louis de Bourbon et Blanche de Roucy            | On trouve ici un simple écartelé des armes de Bourbon-La Marche et des Comtes de Vendôme : il peut s'agir de n'importe quel rejeton d'un tel croisement, donc un descendant de Jean Ier de Bourbon-La Marche ; ici le rejeton est identifié à travers son épouse. | L'épouse porte parti, à gauche (dextre) de son mari, et de son côté (à senestre) de Roucy ; ces armoiries l'identifient comme Blanche, de la maison des comtes de Roucy. |

### Lecture des panneaux
|                                                                     |                                                               |                                                                                      |                                                                    |
| Saint Jean Baptiste                                                 | Couronnement de la Vierge                                     | Le Christ en majesté                                                                 | Saint Jean évangéliste                                             |
|                                                                     |                                                               |                                                                                      |                                                                    |
| St Denis, Le frère : Jacques de Bourbon Jeanne de Naples            | St Jacques Les parents : Jean de Bourbon Catherine de Vendôme | St Louis Jean de Lusignan La sœur : Charlotte de Bourbon                             | St Rémi Le donateur : Louis de Bourbon Blanche de Roucy            |
|                                                                     |                                                               |                                                                                      |                                                                    |
| Écartelé : (a) De Naples (b) De Bourbon-La Marche.                  | Plain : De Bourbon-La Marche.                                 | Écartelé : (a) De Jérusalem. (b) De Chypre.                                          | Écartelé : (a) De Bourbon-La Marche. De Vendôme.                   |
| Parti : (a) Coupé de Naples et de Bourbon-La Marche. (b) De Naples. | Mi-parti à dextre : (a) De Bourbon-La Marche. (b) De Vendôme. | Mi-parti à sénestre : (a) Coupé de Jérusalem et de Chypre. (b) De Bourbon-La Marche. | Parti : (a) Coupé de Bourbon-La Marche et de Vendôme (b) De Roucy. |

## Peintures
La chapelle présente deux tableaux classés monument historique :
- La Mort de la Vierge (1819) de Jean François Bosio, mur ouest, huile sur toile encadrée de bois, 350 × 250 cm,  Classé MH (1982) [5] ;
- La Visitation (seconde moitié du XVIIe siècle-XVIIIe siècle), œuvre anonyme d'après Pierre Mignard, mur est, huile sur toile menacée provenant du couvent des Visitandines de Chartres, environ 300 × 200 cm,  Classé MH (1982)[6].

Peintures de la chapelle de Vendôme
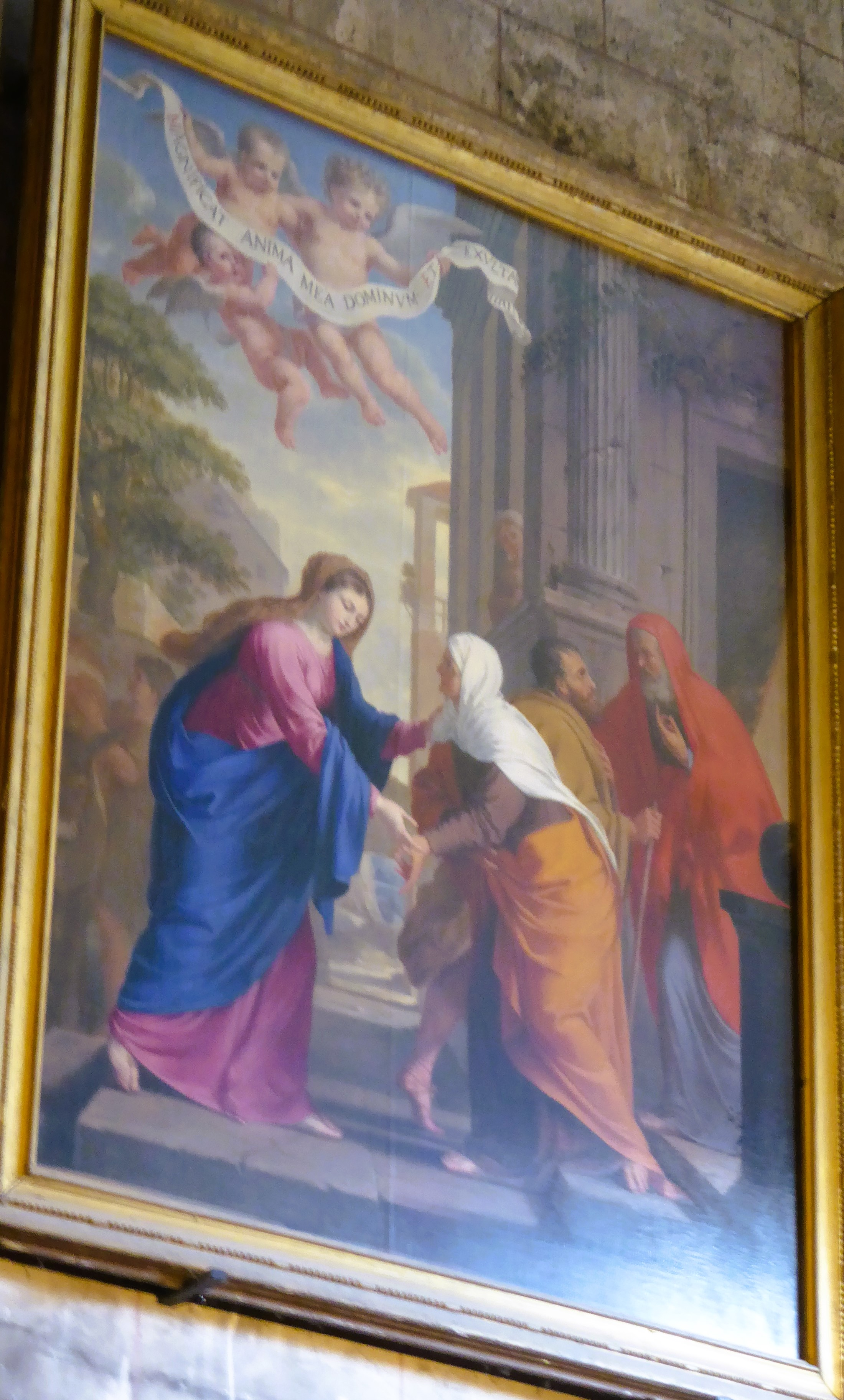
La Visitation, d'après Pierre Mignard, seconde moitié du XVIIe siècle-XVIIIe siècle.
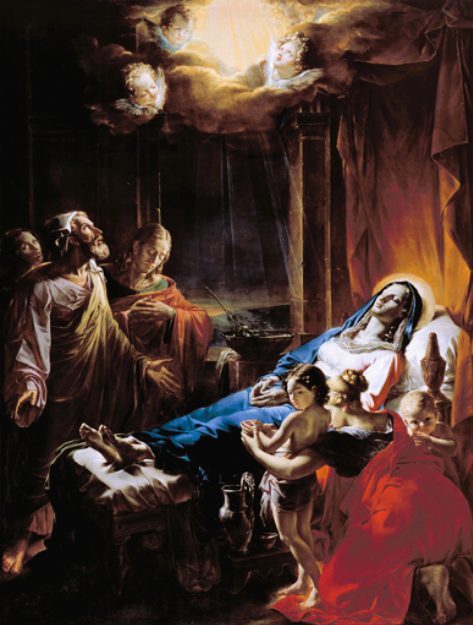
La Mort de la Vierge de Jean François Bosio, 1819.